# Nabanna Fossa
La Nabanna Fossa è una struttura geologica della superficie di Cerere.